# José de Oliveira Fernandes
José de Oliveira Fernandes (* 1. Dezember 1943 in Careiro, Bundesstaat Amazonas, Brasilien; † 12. Oktober 2020 in Manaus) war ein brasilianischer Politiker, Jurist und Hochschullehrer. 

## Leben und Wirken
Er wurde als Sohn des evangelikalen Pastors Benjamim Matias Fernandes und Maria de Oliveira Fernandes geboren und studierte Jura und Wirtschaftswissenschaften. Später arbeitete er als Anwalt und Dozent für Wirtschaftswissenschaften an der Universität von Amazonas. 
Seine politische Karriere begann in den 1970er Jahren, als er zunächst Staatssekretär für Verkehr des Bundesstaates Amazonas wurde, von 1975 bis 1978. Dann erfolgte seine Tätigkeit als Abgeordneter für den Bundesstaat Amazonas, für den er von 1979 bis 1991 fast durchgehend im nationalen Parlament Brasiliens saß, er wurde zweimal wiedergewählt. Zwischendurch erfolgte seine Wahl zum Präfekten (Oberbürgermeister) von Manaus, dieses Amt hatte er von 1979 bis 1982 inne. In den 1990er Jahren folgte  seine letzte politische Tätigkeit als Staatssekretär (Minister) für Verkehr, Bauen und Städtebau des Bundesstaates Amazonas. 2017 hatte er die Medalha Ruy Araújo des Parlaments von Amazonas für sein Lebenswerk erhalten.
Am 12. Oktober 2020 starb er im Alter von 76 Jahren an den Folgen einer COVID-19-Erkrankung. 

## Schriften
- Problemas de economia regional (1970)
- Estudo da viabilidade da rodovia AM-285 (1971)
- Estradas na Amazônia ocidental (1972)
- Projetos do subsistema de rodovia BR-319 (1973)
- Estradas de penetração (1976).